# Barrabas
Barrabas és una pel·lícula muda cinema francès dirigida per Louis Feuillade el 1919 i estrenada el 1920.
Es va conservar i la seva còpia va ser restaurada l'any 1998 per la Cinémathèque Gaumont i la Cinémathèque Française però aquesta versió no es va comercialitzar. Tanmateix, es va projectar a Nova York durant una projecció especial al Museu d'Art Modern, el gener de 1999.
Le cinéroman associate, escrit per Maurice Level per al diari Le Journal de desembre de 1919 a febrer de 1920, publicat després per Renaissance du livre (12 llibrets il·lustrats amb fotogrames, 1920) i després per Ferenczi el 1921, es va reeditar el 2018 a "La Bibliothèque Maurice Level", amb una fitxa completa sobre la pel·lícula de Louis Feuillade, on es presenten tots els documents restants sobre les circumstàncies del rodatge, el actors, la serialització, el llançament publicitari de la pel·lícula, la seva distribució teatral al territori, una selecció de fotografies i reportatges de premsa.

## Sinopsi
Rudolph Strelitz, conegut com 'Barrabas', és el líder brutal d'una banda clandestina que causa caos i destrucció a la vida de la gent civilitzada. Un advocat, Claude Varèse, està fermament decidit a portar Strelitz davant la justícia amb el propòsit de venjança, després que el seu pare fos guillotinat injustament per l'assassinat de Laure d'Hérigny, una amistançada d'un milionari estatunidenc. Més tard, la germana de Claude Varèse, Françoise, és llavors segrestada pel malvat Dr Lucius, un dels secuaços de Barrabas.

## Estructura de la pel·lícula
La pel·lícula consta de dotze episodis:
| Núm. | French Title                            | Runtime  |
| ---- | --------------------------------------- | -------- |
| 1    | «Prologue; La Maîtresse du Juif Errant» | 77 mins. |

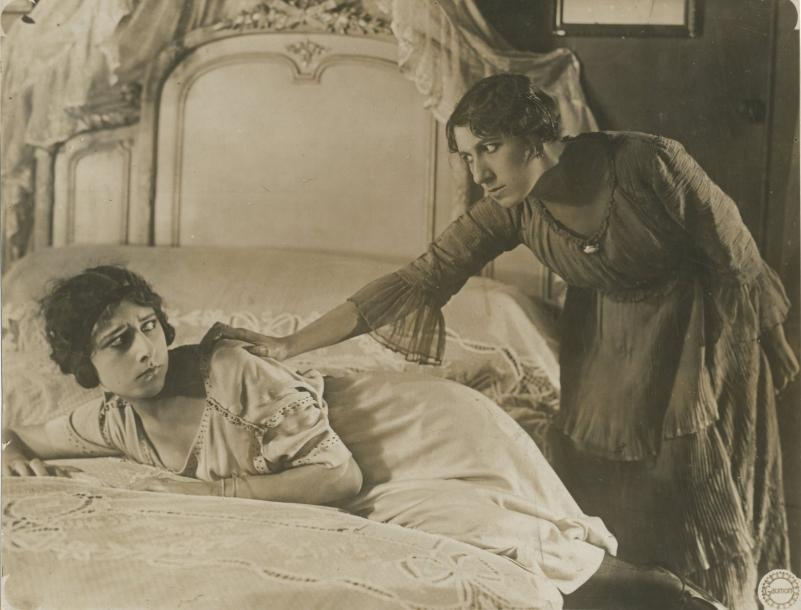
Blanche Montel i Alice Tissot a Barrabas.

| 2    | «La Justice des hommes»                 | 39 mins. |
| 3    | «La Villa des Glycines»                 | 40 mins. |
| 4    | «Le Stigmate»                           | 39 mins. |
| 5    | «Nöelle Maupré»                         | 39 mins. |
| 6    | «La Fille du condamné»                  | 39 mins. |
| 7    | «Les Ailes de Satan»                    | 39 mins. |
| 8    | «Le Manoir mystérieux»                  | 40 mins. |
| 9    | «L'Otage»                               | 40 mins. |
| 10   | «L'Oubliette»                           | 38 mins. |
| 11   | «Le Revenant»                           | 38 mins. |
| 12   | «Le Justice»                            | 38 mins. |

## Repartiment
- Fernand Herrmann : l'advocat Jacques Varèse
- Édouard Mathé : Raoul de Nérac
- Gaston Michel : Rudolph Strélitz
- Georges Biscot : Biscotin
- Blanche Montel : Françoise Varèse
- Jeanne Rollette : Biscotine
- Albert Mayer : Rougier
- Georgette Lugane : Simone Delpierre
- Lyne Stanka : Laure d'Herigny
- Violette Jyl : Noëlle Maupré
- Laurent Morléas : Laugier
- Olinda Mano : la petita Odette
- Edmund Breon : Lucius
- Gennaro Dini
- Frédéric Mariotti
- Jean-François Martial
- Alice Tissot

## Cartells
La Société Gaumont va produir, imprimir i distribuir 15 pòsters d'aquesta pel·lícula (3 pòsters per als actors principals i 12 per als capítols).
Alguns d'aquests cartells es guarden a l'Eye Filmmuseum (Països Baixos), i es pengen al portal Europeana: el de l'episodi 2n, de l’episodi 6è, de l’episodi 11è. Dels 12 cartells principals, 9 es conserven en aquest museu holandès, i falten els dels episodis 3, 8 i 10. Aquest museu també conserva el cartell dedicat a Bisco.
Un fullet que anuncia l'estrena de la pel·lícula al Teatrul Clasic Cinema (Bucarest) es conserva al fons iconogràfic Arxiu Visual Sud-est d'Europa (Universitat de Basilea i Graz)